# 흥해남산초등학교
흥해남산초등학교는 대한민국 경상북도 포항시에 있는 공립 초등학교이다.

## 학교 연혁
- 1995.09.01 흥해남산초등학교 설립 인가
- 1998.03.01 개교(30학급)
- 2004.02.13 다목적교실 (강당) 준공
- 2010.10.19 경상북도교육청 지정 IPTV 시범학교 운영보고
- 2010.12.20 영어체험교실 개관
- 2011.09.01 Wee-class 개관
- 2012.02.28 급식소 증축
- 2012.12.27 인성교육실천우수학교 교육과학기술부장관표창 수상
- 2013.05.03 인조잔디 구장 개장
- 2013.12.31 학교평가 최우수
- 2014.03.01 지역동동 수학-과학 융함 영재학급 개설
- 2014.09.01 제8대 강세원교장 취임
- 2015.02.13 제17회 82명 졸업(졸업생 총 2321명)
- 2015.03.01 16학급 편성(특수학급 1학급 포함)
- 2019.03.01 초곡초등학교 개교와 함께 분리 이관

## 참고 자료
- 흥해남산초등학교 - 한국교육학술정보원 학교알리미